# Рихлівська дача
Рихлі́вська Да́ча — ландшафтний заказник загальнодержавного значення в Україні. Розташований у межах Коропського району Чернігівської області, біля села Рихли.
Площа 789 га. Створений Указом Президента України від 10 грудня 1994 року № 750/94. Перебуває у віданні Холминського держлісгоспу (Понорницьке л-во, кв. 43-53).
Заказник створений для збереження цінних насаджень I і II бонітету вікових дубів (віком бл. 200 і 300 років відповідно), поширені також липово-дубові та грабово-дубові насадження. Лісовий масив має важливе ґрунтозахисне та водоохоронне значення.
10 лютого 2006 року заказник «Рихлівська Дача» увійшов до складу Мезинського національного природного парку.

## Галерея

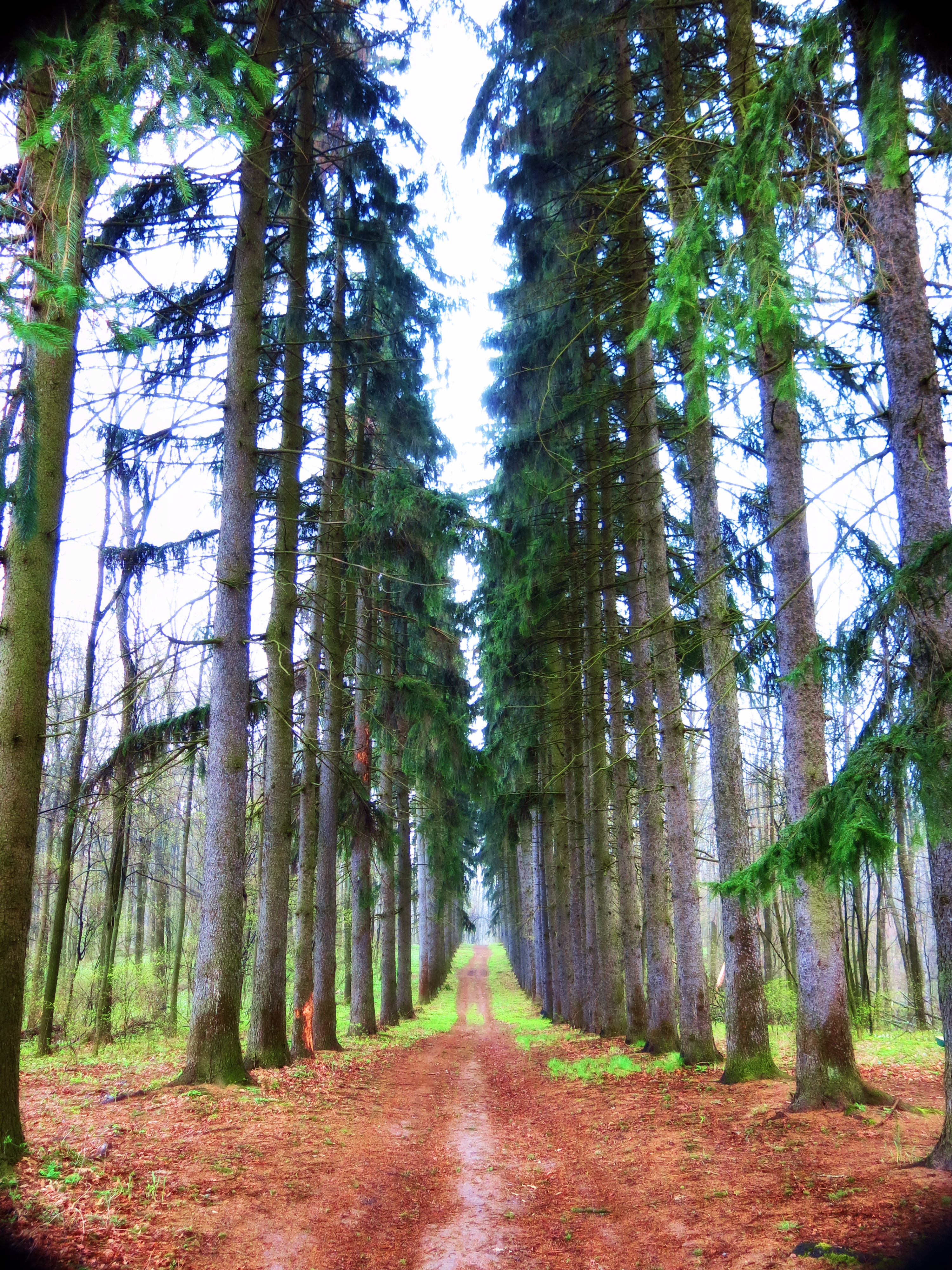
Ялинова алея
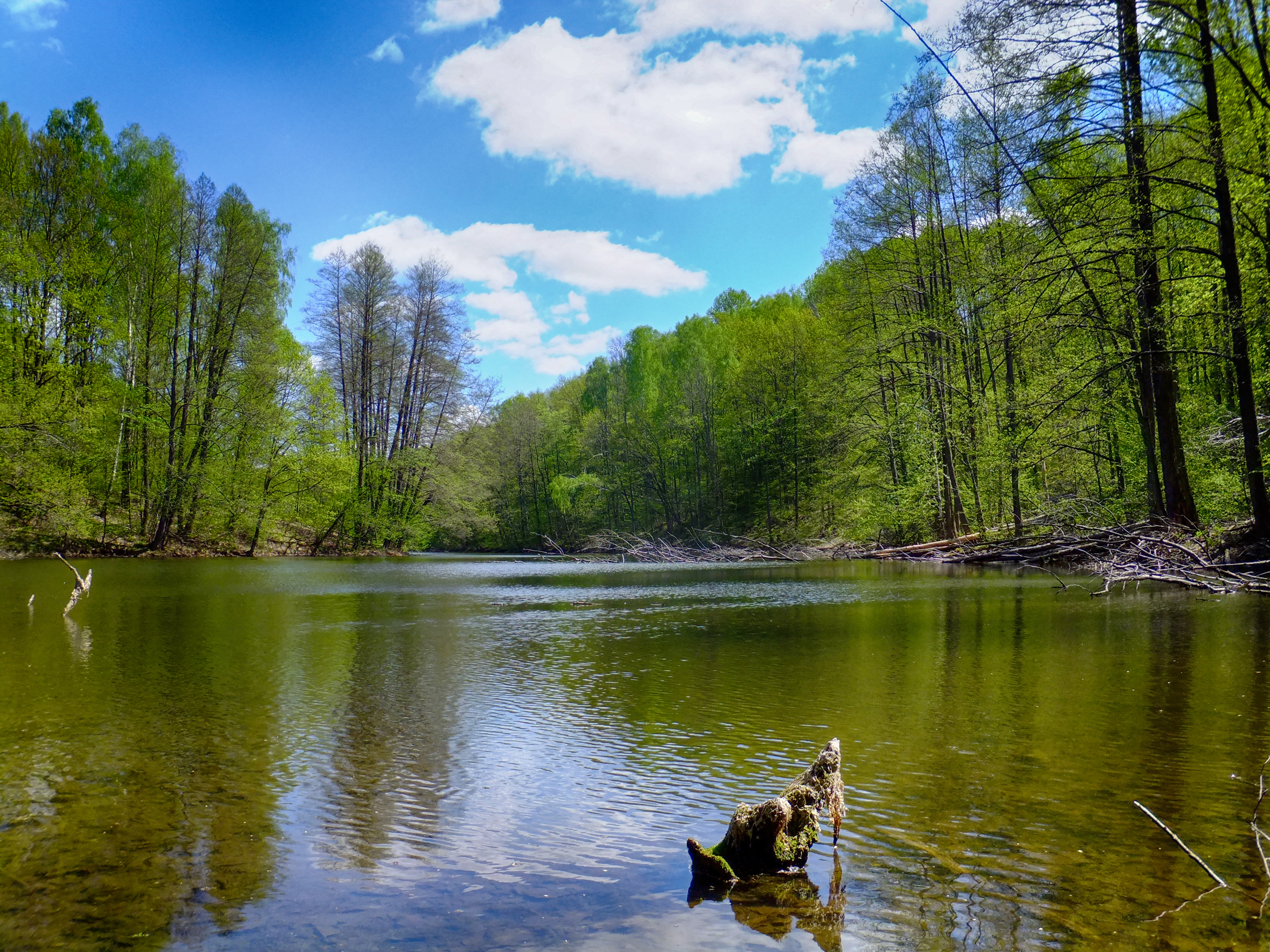
Лісове озеро
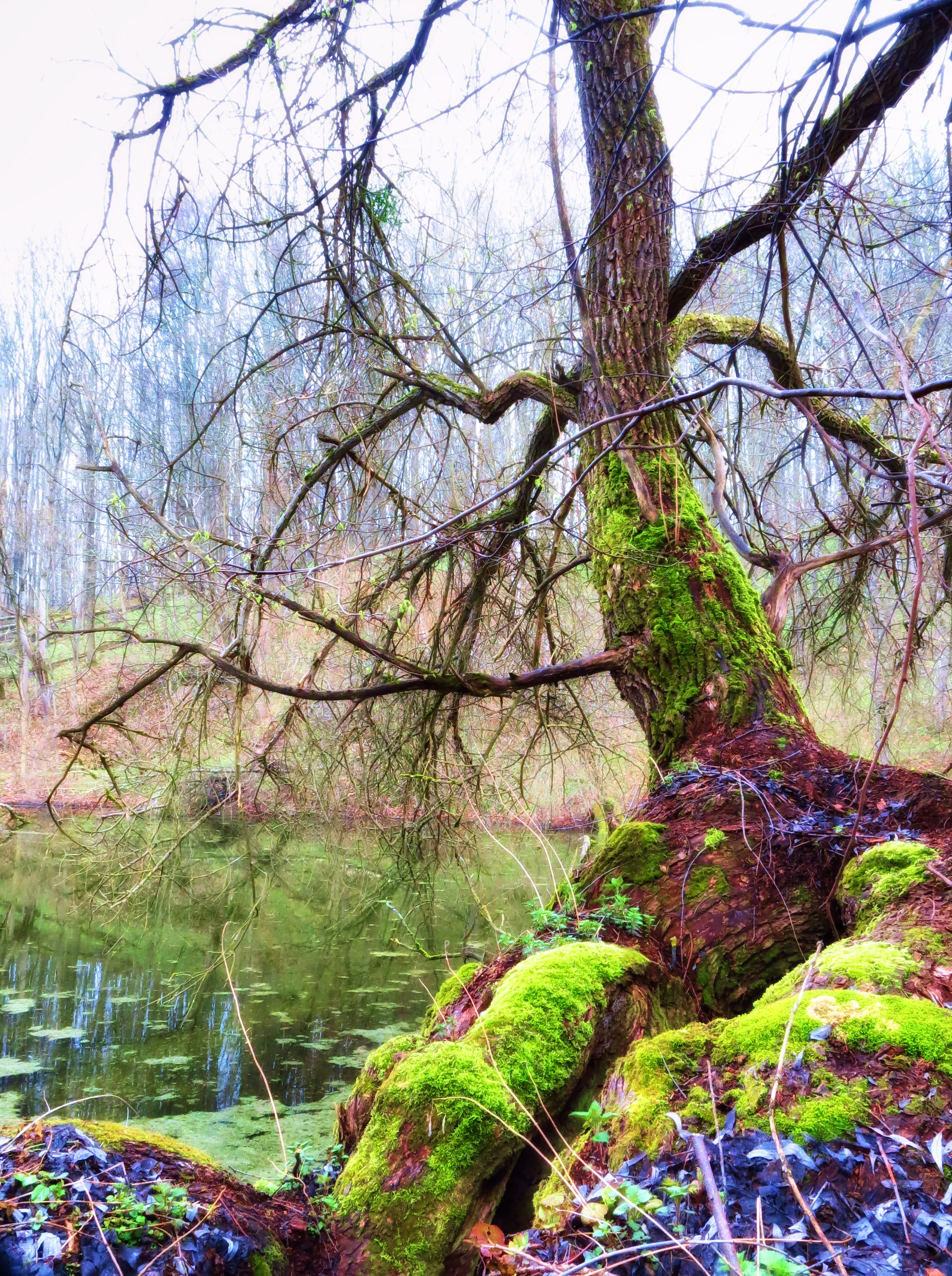
Тут живе мавка....